# Tana (Noruega)
Tana —o Deatnu en sami septentrional— es un municipio en la provincia de Finnmark, Noruega. Tiene una población de 2909 habitantes según el censo de 2015 y su centro administrativo es la localidad de Tana Bru. Otras villas en el municipio son Austertana, Bonakas, Polmak, Rustefjelbma, y Skiippagurra.

## Información general

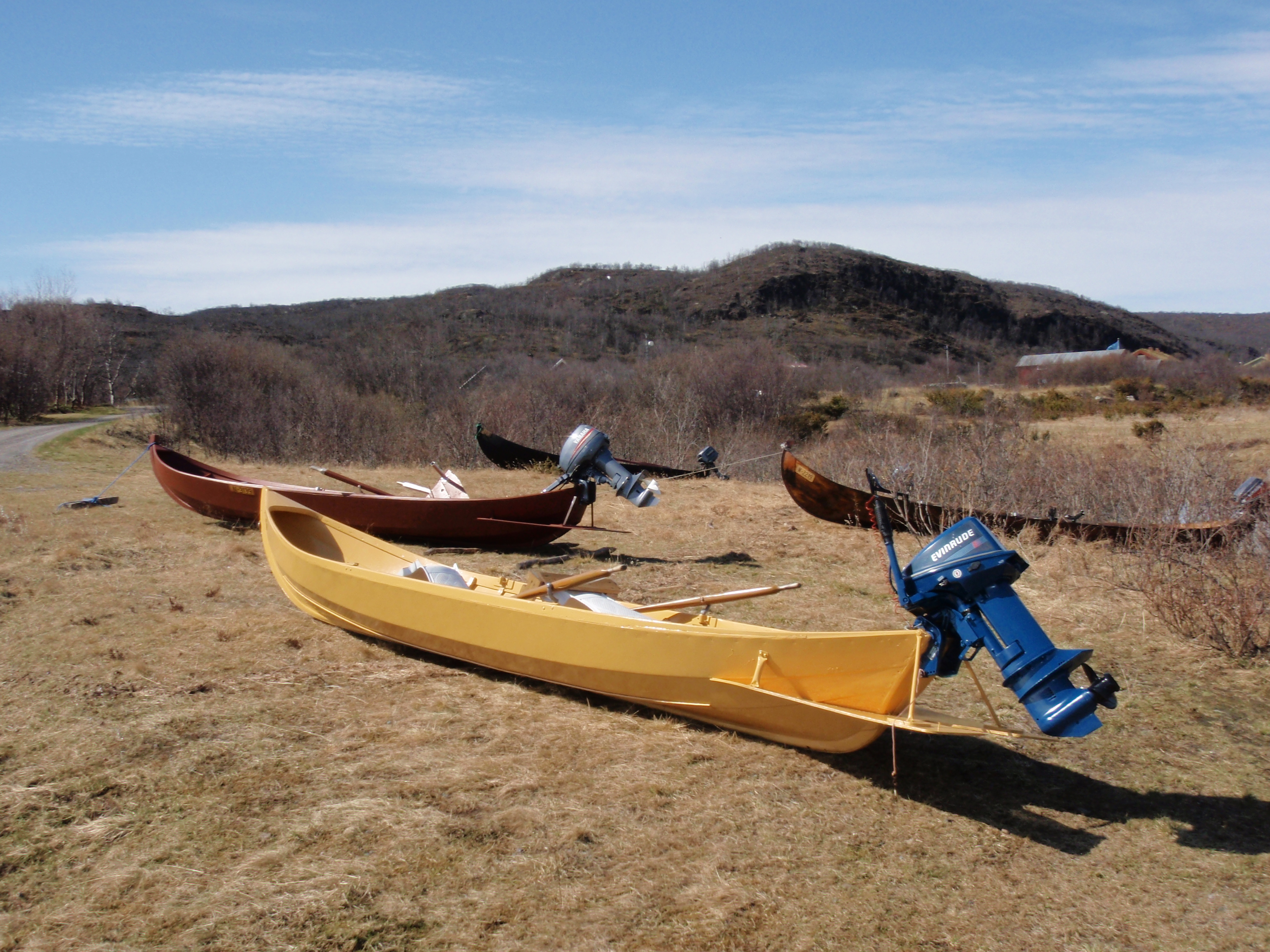
Vista de los botes en el río local

El municipio de Tana se estableció el 1 de enero de 1864 cuando la parte oriente del grande municipio de Lebesby se separó para formar un nuevo municipio con una población inicial de 1,388 habitantes. El municipio original incluía toda la tierra en que rodea al fiordo de Tana y al río Tana.
El 1 de enero de 1914, el municipio de Tana se dividió en tres partes. La parte sur (población: 1426) permaneció como el municipio de Tana, aunque más pequeño. La parte norte del municipio se dividió a ambos lados del Fiordo de Tana de tal forma que el lado occidental se estableció como el municipio de Gamvik (población: 1374) y el lado oriental se estableció como Berlevåg (población: 784). El 1 de enero de 1964, el municipio vecino Polmak (población: 1072), que se había separado de Nesseby el 1 de enero de 1903, se integró con Tana.

### Nombre
Tana es una forma adaptada al noruego del nombre Sami Deatnu. El nombre en Sami es idéntico a la palabra Sami deatnu que quiere decir "gran río" o "río principal", refiriéndpse al río Tana cuyo curso atraviesa al municipio.
Previo a 1918, el nombre se escribía "Tanen". El 1 de septiembre de 1992, el nombre se cambió a "Deatnu-Tana" para simbolizar los dos idiomas oficiales en el municipio. Después, en 2005, el nombre volvió a cambiar para que tanto Deatnu como Tana pudieran ser usados indistintamente.

### Escudo de armas
El escudo de armas viene de tiempos modernos. Les fue concedido el 11 de mayo de 1984. Las armas muestran tres botes de río que se han usado en el área desde hace siglos. Dichos botes simbolizan a los pueblos lapón, finés y noruego que viven en este municipio. Los colores son los colores noruegos.

### Iglesias
La Iglesia de Noruega tiene dos parroquias (sokn) dentro del municipio de Tana. Es parte del decanato de Indre Finnmark en la Diócesis de Nord-Hålogaland.
| Parroquia (Sokn) | Nombre de la iglesia  | Localización de la iglesia | Año de edificación |
| ---------------- | --------------------- | -------------------------- | ------------------ |
| Tana             | Capilla de Austertana | Austertana                 | 1958               |
| Tana             | Iglesia de Tana       | Rustefjelbma               | 1964               |
| Polmak           | Iglesia de Polmak     | Polmak                     | 1853               |

## Geografía

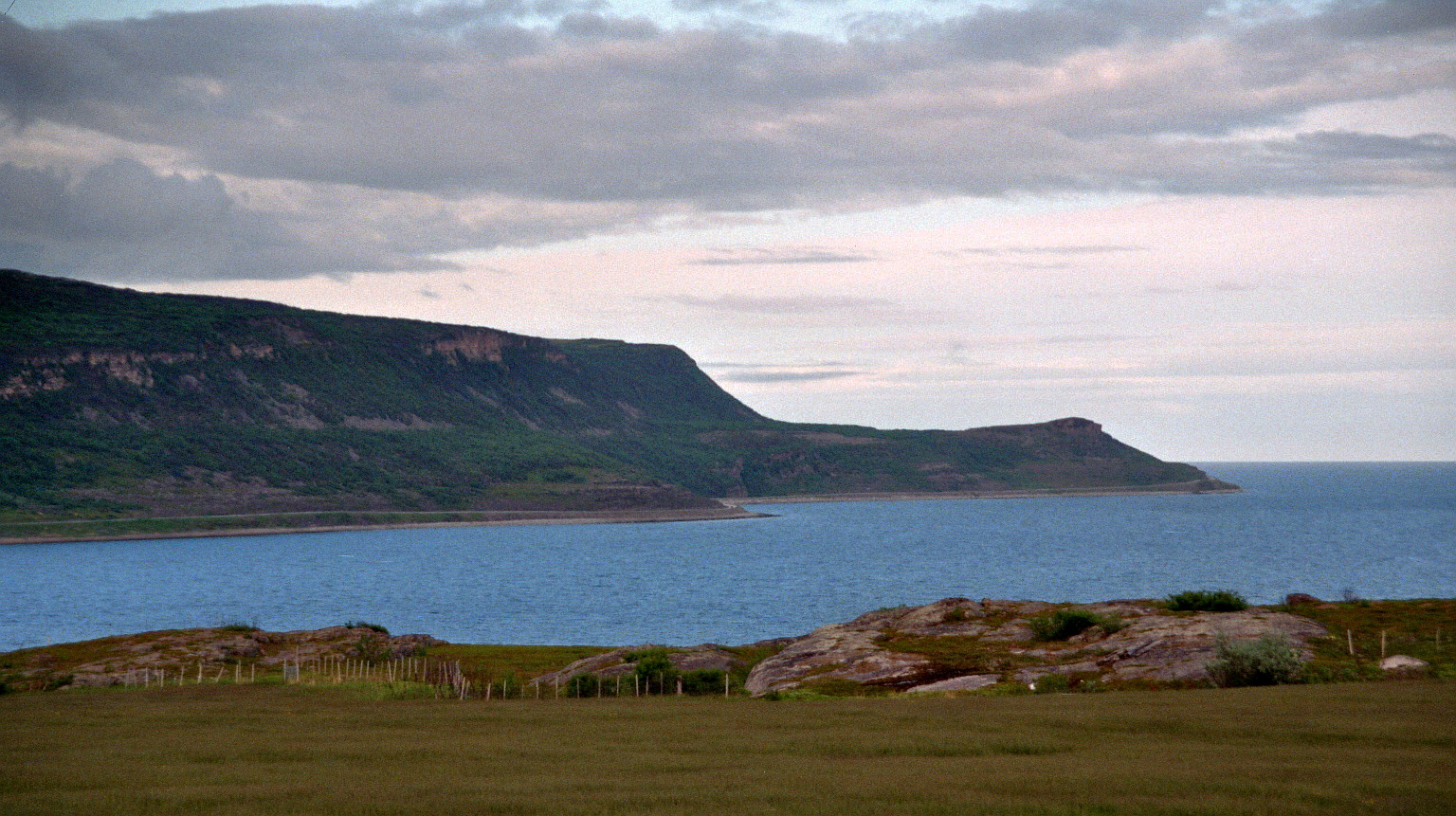
Vista del Fiordo de Tana desde la autopista Fv 98.

Deatnu-Tana está situado a lo largo de la cuenca del río Tana, que es frontera con Finlandia a lo largo de gran parte de su curso. Existen varios asentamientos a lo largo del río, notablemente Sirma, Polmak, Rustefjelbma, Seida, Skiippagurra, Austertana, y Tana Bru. La mayoría de los habitantes de Tana son lapones y las lenguas sami, así como su cultura, son promovidos por la municipalidad y las escuelas.
El río Tana ha representado un soporte en la economía, ya que es uno de los ríos principales de Salmón en Europa, y desborda en el fiordo de Tana. El transporte en el río se hace en botes largos y angostos tradicionales, aunque ya son motorizados. Los lagos en esta área incluyen al Geassájávri, Nissojávri y Sundvatnet. En Tana Bru, el Puente Tana (parte de la Ruta Europea E6 y la Ruta Europea E75) cruza sobre el río Tana. Los aeropuertos más cercanos son el Aeropuerto de Vadsø (aproximadamente a 70 km) y el Aeropuerto de Kirkenes (aproximadamente a 130 km). El Aeropuerto de Kirkenes tiene vuelos directos hacia Oslo.